# You Made My Dawn
You Make My Dawn (с англ. — «Ты Создал Мой Рассвет») — шестой мини-альбом южнокорейского бой-бенда SEVENTEEN. Он был выпущен 21 января 2019 года через Pledis Entertainment. Он дебютировал на вершине Gaon Album Chart, Oricon Albums Chart и на четвертом месте в американском Billboard World Albums Chart.

## Предпосылки
Джошуа сказал, что название является продолжением темы предыдущих мини-альбомов, You Make My Day, что «вы сделали мой тьмы в рассвет. [...] Солнце заходит, чтобы сделать ночь немного ярче, и она переходит в день, верно? Вот почему мы попытались сравнить поток эмоций с Солнцем».

## Композиция
Тамар Герман из Billboard описала «Home» как "сентиментальный бас», в то время как в предыдущем списке публикации 10 самых ожидаемых альбомов K-pop 2019 года Джефф Бенджамин описал первый трек, выпущенный из мини-альбомов, «Getting Closer», как «темный хип-хоп».

## Трек-лист
| №                   | Название                      | Текст песни                  | Музыка                | Arrangements        | Длительность |
| ------------------- | ----------------------------- | ---------------------------- | --------------------- | ------------------- | ------------ |
| 1.                  | «Good to Me»                  | Woozi Bumzu                  | Woozi Bumzu           | Bumzu Park Ki-tae   | 3:09         |
| 2.                  | «Home»                        | Woozi Bumzu                  | Woozi Bumzu Seungkwan | Bumzu Park Ki-tae   | 3:23         |
| 3.                  | «포옹» (Hug) (Vocal team)     | Woozi                        | Woozi Park Ki-tae     | Park Ki-tae         | 2:39         |
| 4.                  | «칠리» (Chilli) (Hiphop team) | S.Coups Vernon Mingyu Wonwoo | Vernon Bumzu Poptime  | Poptime             | 3:03         |
| 5.                  | «Shhh (Performance team)»     | Bumzu Hoshi Dino             | Bumzu Anchor          | Bumzu Anchor        | 3:06         |
| 6.                  | «숨이 차» (Getting Closer)    | Woozi Bumzu S.Coups Vernon   | Woozi Bumzu Hoshi     | Bumzu               | 3:03         |
| Общая длительность: | Общая длительность:           | Общая длительность:          | Общая длительность:   | Общая длительность: | 18:28        |

## Чарты
| Чарты (2019)                           | Высшая позиция |
| -------------------------------------- | -------------- |
| French Download Albums (SNEP)          | 98             |
| Япония (Oricon)                        | 1              |
| South Korean Albums (Gaon)             | 1              |
| UK Download Albums (OCC)               | 69             |
| США (Billboard Top Heatseekers Albums) | 13             |
| США (Billboard Independent Albums)     | 30             |
| США (Billboard World Albums)           | 4              |

## Награды и номинации

### Музыкальные программы
| Песня  | Программы                 | Дата             | Ссылка |
| ------ | ------------------------- | ---------------- | ------ |
| "Home" | Show Champion (MBC Music) | 30 января, 2019  | [ 10 ] |
| "Home" | Show Champion (MBC Music) | 13 февраля, 2019 | [ 11 ] |
| "Home" | M Countdown (Mnet)        | 31 января, 2019  | [ 12 ] |
| "Home" | M Countdown (Mnet)        | 7 февраля, 2019  | [ 13 ] |
| "Home" | M Countdown (Mnet)        | 14 февраля, 2019 | [ 14 ] |
| "Home" | Music Bank (KBS)          | 1 февраля, 2019  | [ 15 ] |
| "Home" | Music Bank (KBS)          | 8 февраля, 2019  | [ 16 ] |
| "Home" | Music Bank (KBS)          | 15 февраля, 2019 | [ 17 ] |
| "Home" | Inkigayo (SBS)            | 3 февраля, 2019  | [ 18 ] |
| "Home" | Show! Music Core (MBC)    | 2 февраля, 2019  | [ 19 ] |